# 알파드
알파드 또는 바다뱀자리 알파(α Hya)는 바다뱀자리 방향에 위치하고 있는 항성이다. 이 별은 바다뱀자리에서 가장 밝은 항성이다.

## 이름
바다뱀자리 알파는 항성의 바이어 명명법상 기호이다.
전통적으로 불려오던 애칭 알파드는 아랍어 الفرد ('알-파드')에서 왔다. 아랍어 명칭의 뜻은 '외로운 자'로 알파드 주변에 밝은 별이 없어서 이렇게 불린 것으로 보인다. 아랍인들은 이 별을 '뱀의 등뼈'로도 불렀다. 《알 악사시 알 무아케트 책력》에는 '소헤일 알 파드'로 수록되어 있으며 이는 라틴어로 '밝고 외로운 자'라는 뜻의 'Soheil Solitarius'로 번역되었다. 2016년 국제천문연맹은 산하에 항성의 고유명칭을 정리하고 목록화할 목적으로 항성명칭심의위원회(WGSN)를 설치했다. WGSN은 2016년 7월 정식 승인한 항성명칭 목록을 고시하였는데 여기에 알파드가 포함되었다.
천문학자 튀코 브라헤는 이 별에 라틴어 명칭 'Cor Hydræ'를 붙였는데 그 의미는 '바다뱀의 심장'이다.
동아시아 별자리에서 알파드는 남방주작 7수(宿) 중 하나인 성수(星宿)에 속해 있다. 성수는 알파드, 바다뱀자리 타우1, 타우2, 이오타, 바다뱀자리 26, 바다뱀자리 27, HD 82477, HD 82428로 이루어져 있다. 이 중 알파드를 단독으로 일컫는 명칭은 성수일(星宿一)로 '성수 중 첫 번째 별'이라는 뜻이다.

## 물리적 특성
알파드의 질량은 태양의 새 배가량 된다. 알파드는 주계열을 떠나 거성으로 진화한 상태이며 분광형은 K3에 광도분류는 II와 III 사이에 있다. 이 별의 각지름은 초장기선 간섭 관측법을 이용하여 측정되었는데 그 값은 9.09 ± 0.09 밀리초각으로 이보다 각지름이 큰 별은 베텔게우스와 황새치자리 R밖에 없다. 반지름은 태양의 50 배까지 부풀어올라 있다.
알파드의 스펙트럼에는 항성 핵합성에서 S-과정으로 생산되는 원소인 바륨이 다량 검출된다. 알파드와 같은 바륨별은 일반적으로 쌍성계의 일원인데 짝별인 백색왜성으로부터 물질이 이동해 와서 바륨 물질이 풍부하게 발견되는 것으로 추측하고 있다.
이 별의 시선속도를 정교하게 측정, 시선속도와 분광선에 나타나는 변화의 폭을 알 수 있게 되었다. 알파드의 진동 형태는 수 일에 걸친 것부터 수 시간에 불과한 것까지 여러 종류가 있는데 주기가 짧은 진동은 태양처럼 항성의 맥동이 그 원인으로 추정된다. 이 별의 분광선 프로파일에는 다양한 종류의 비대칭성이 나타나는데 이것이 별의 시선속도와 이루는 상관관계 또한 발견된 바 있다. 알파드는 다양한 진동 주기 때문에 성진학 연구에 있어 흥미로운 천체이다.

## 문화 속 알파드
브라질의 국기에서 알파드는 마투그로수두술 주를 상징한다.